# Gene Estes
Gene Estes (3 oktober 1931 - 1996) was een Amerikaanse jazzmuzikant (vibrafoon, drums, percussie), arrangeur, orkestleider en studiomuzikant.

## Biografie
Estes werd bekend, toen hij vanaf midden jaren 1950 speelde in de bands van Harry James, Billy May, Shorty Rogers (Chances are, It Swings, 1958) en Henry Mancini. Hij werkte tijdens de opvolgende jaren overwegend als studio-percussionist met onder andere Cher, The Monkees (1966), The Beach Boys (Pet Sounds, 1966), Frank Zappa (Lumpy Gravy, 1968), Jean-Luc Ponty (King Kong: Jean-Luc Ponty Plays the Music of Frank Zappa, 1970) en Harry Nilsson. In 1976 nam hij onder zijn eigen naam het album Westful - Jazz in Hollywood op met eigen arrangementen, waarbij westcoast-jazz-muzikanten als Med Flory, Conte Candoli, Bob Enevoldsen, Herbie Harper, Tom Scott en Jay Migliori meewerkten. Estes is ook te horen bij opnamen van Billy Bean (Makin' It, 1957), Louie Bellson, Dick Cary, Bobby Gordon, Dick Hafer en Jack Sheldon. Met zijn latere kwartet met de gitarist Barry Zweig, bassist Paul Gormley en drummer Alan Estes voelde Estes het geluid van de combo's van Red Norvo van de jaren 1950 aan.

## Discografie
- 1976: Westful - Jazz in Hollywood
- 1993: The Gene Estes Quartet - On the Edge
- 2000: In a Sentimental Mood

- Biblioteca Nacional de España: XX5379793
- Bibliothèque nationale de France: cb13945822p (data)
- Gemeinsame Normdatei: 134368878
- International Standard Name Identifier: 0000 0000 5519 099X
- Library of Congress Control Number: nr98016495
- MusicBrainz: 92d31b28-b020-425c-a0e2-3523edb0ff20
- Virtual International Authority File: 392149294084880520496